# SS-Führungshauptamt
L'SS-Führungshauptamt (SS-FHA) era il Quartier generale operativo delle SS, con sede a Berlino.
Sviluppatosi dal Dipartimento per le operazioni dell'SS-Hauptamt, nell'agosto del 1940 divenne un'unità separata, fino a diventare il più grande tra tutti gli SS-Hauptätmter con un personale di 40.000 uomini nel 1944. La ragione di questa sua rapida espansione fu la crescita delle Waffen-SS, che determinò per il comando delle SS un carico amministrativo immenso.
Tutte le unità delle SS in servizio e non sottoposte al comando della Wehrmacht erano totalmente subordinate all'SS-FHA sia per gli scopi amministrativi che per quelli operativi: difatti organizzava il pagamento dei salari, il rifornimento degli equipaggiamenti, di armi, munizioni e di veicoli, oltre alla manutenzione ordinaria e alla riparazione degli equipaggiamenti in deposito.
La sezione dell'SS-FHA predisposta al personale era responsabile delle nomine, dei trasferimenti e delle promozioni, nonostante le questioni riguardanti il personale dirigente venissero prese in accordo con l'SS-Personalhauptmant; inoltre l'SS-FHA coordinava l'addestramento di tutte le formazioni, militari e non, delle SS, e gestiva un gran numero di istruttori, di scuole e di campi, oltre ad una sezione medica che controllava gli ospedali delle SS. Esisteva inoltre un ufficiale responsabile di tutte le questioni riguardanti i trasporti delle SS e della polizia, che comprendevano sia il trasporto ferroviario, marittimo e aereo. Esisteva infine un dipartimento per il servizio postale, che controllava gli uffici postali da campo delle SS e della censura della corrispondenza.
La guida dell'SS-FHA venne assunta direttamente da Heinrich Himmler, il 15 agosto 1940, fino al 30 gennaio 1943, quando il comando venne assunto dall'SS-Obergruppenführer Hans Jüttner.

## Organizzazione
Amtsgruppe A (Organisation, personal, versorgung - Organizzazione, personale e rifornimenti)
- Amt I,   Kommandoamt der Allgemeinen-SS - Dipartimento di comando delle Allgemeine-SS
- Amt II, Kommandoamt der Waffen-SS - Dipartimento di comando delle Waffen-SS
- Amt III, Zentralkanzlei - Cancelleria centrale
- Amt IV,  Verwaltungsamt - Dipartimento amministrativo
- Amt V,   Personalamt - Dipartimento del personale
- Amt VI,  Reit- und Fahrwesen - Ufficio per l'addestramento alla guida di auto e moto
- Amt VII, Nachschubwesen - Ufficio per la logistica
- Amt VIII,Waffenamt - Dipartimento degli armamenti
- Amt IX,  Technische Ausrüstung und Maschinen - Dipartimento per lo sviluppo tecnico e meccanico
- Amt X,   Kraftfahrzeugwesen - Dipartimento auto e moto

Amtsgruppe B (Ausbildung - Addestramento)
- Amt XI,  Führer-Ausbildung - Addestramento degli ufficiali e dei cadetti ufficiali (mit SS-Junkerschulen) delle SS
- Amt XII, Unterführer-Ausbildung) - Addestramento dei sottufficiali e dei cadetti sottufficiali (mit SS-Unterführerschulen) delle SS

Amtsgruppe C (Inspektionen - Ispettorato)
- Insp. 2   Infanterie- und Gebirgstruppen - Truppe di fanteria e da montagna
- Insp. 3   Kavallerie - Cavalleria
- Insp. 4   Artillerie - Artiglieria
- Insp. 5   Pioniere/Techniker - Pionieri e genio
- Insp. 6   Panzertruppen - Truppe corazzate
- Insp. 7   Nachrichtentruppen - Truppe segnalatrici
- Insp. 8   Feldzeug- und Instandsetzungstruppen - Truppe e servizi da campo
- Insp. 9   Versorgungstruppen - Servizio supporto truppe
- Insp. 10   Kraftfahrparktruppen - Truppe da sbarco motorizzate
- Insp. 11 sconosciuto
- Insp. 12   Technische Lehrgänge - Addestramento tecnico
- Insp. 13   Flakartillerie - Artiglieria anti-aerea

Amtsgruppe D (Sanitätswesen der Waffen-SS - Dipartimento medico delle Waffen-SS)
- Amt XIII,  Verwaltung - Amministrazione
- Amt XIV,   Zahnwesen - Dipartimento dentale
- Amt XV,    Versorgung - Rifornimenti
- Amt XVI,   Ärztliche Behandlung - Trattamenti medici

## Comandanti dello SS-Führungshauptamt
- Heinrich Himmler (1940-1943)
- Hans Jüttner (1943-1945)